# Segelskär (Geta, Åland)
Segelskär är en ö i Åland (Finland). Den ligger i Skärgårdshavet och i kommunen Geta i landskapet Åland, i den sydvästra delen av landet. Ön ligger omkring 36 kilometer norr om Mariehamn och omkring 280 kilometer väster om Helsingfors.
Öns area är 12,4 hektar och dess största längd är 0,7 kilometer i sydöst-nordvästlig riktning.